# کیلپین
کیلپین (به انگلیسی: Kilpin) یک روستا و محله مدنی در بریتانیا است که در East Riding of Yorkshire واقع شده‌است. کیلپین ۳۳۹ نفر جمعیت دارد.